# Trận đánh vượt sông Rhone
Trận đánh vượt sông Rhone đã diễn ra trong Chiến tranh Punic lần thứ hai. Trong khi hành quân đến Ý vào mùa thu năm 218 TCN, quân đội Carthage dưới sự chỉ huy của Hannibal Barca đã giao chiến với một đội quân của người Volcae, một bộ lạc xứ Gaul trên bờ phía đông của sông Rhone, có thể gần Aurasio. Bộ lạc Volcae thân La Mã đã chiến đấu thay mặt cho một đội quân La Mã đóng trại ở bờ phía đông gần Marseille, dự định ngăn chặn người Carthage qua đây và hành quân đến Ý. Người Carthage đã nhanh chóng nghĩ ra kế hoạch đánh bại người Volcae, trước khi vượt sông để tấn công người Gaul, họ đã đưa một đội quân dưới sự chỉ huy của con trai Bolmicar là Hanno vượt qua vùng thượng nguồn con sông đến một vị trí ở phía sau người Gaul. Đạo quân chủ lực của họ thì vượt sông dưới sự chỉ huy của Hannibal chỉ sau khi Hanno thông báo rằng quân phục kích đã vào chỗ bằng khói hiệu. Ngay khi người Gaul tập trung chống lại lực lượng của Hannibal, Hanno tấn công từ phía sau và đánh tan quân Gaul. Mặc dù cuộc chiến này không nhằm chống lại đội quân La Mã nhưng kết quả của nó đã ảnh hưởng đến cuộc chiến. Nếu ngăn được Hannibal vượt qua sông Rhone  thì sẽ không có cuộc chiến tại Ý. Đây là trận đánh lớn đầu tiên của Hannibal bên ngoài bán đảo Iberia.

## Sự chuẩn bị của người La Mã
Cả Carthage và Rome đều trong quá trình huy động các nguồn lực của mình cho các cuộc xung đột sắp tới. Hannibal nắm quyền chỉ huy quân đội Punic trong khi Viện nguyên lão quyết định về việc triển khai các đạo quân La Mã.
Hải quân La mã đã được huy động vào năm 218 TCn, bằng việc hạ thụy 220 tàu quinquereme , có lẽ là dành cho cuộc chiến tranh Ilyria lần thứ hai vào năm 220/219 TCN. Chấp chính quan Tiberius Sempronius Longus đã nhận được 2 quân đoàn (8.000 bộ binh và 600 kỵ binh) cộng với 16.000 lính bộ binh và 1.800 kỵ binh đồng minh với chỉ thị khởi hành tới Sicilia với 160 tàu chiến lớn và 12 thuyền galley để hướng đến châu Phi và một chấp chính quan khác giữ chân Hannibal (nhưng thực tế ông không bao giờ đến châu Phi). Publius Cornelius Scipio nhận được 2 quân đoàn với quân số tương tự cùng với 14000 bộ binh  và 1600 kị binh đồng minh và 65 tàu mái chèo cho việc chuyển quân. Lucius Manlius đã được trao hai quân đoàn cùng với 10000 bộ binh và 1000 kị binh đồng minh. Các bộ lạc Boii và Insubres người Gaul ở phía bắc Ý đã tấn công những người định cư đang xây dựng thuộc địa của La Mã ở Placentia và Cremona và vây hãm một đạo quân La Mã tại Mutina. Hai trong bốn quân đoàn dự định ban đầu cho Scipio đã được chuyển giao cho pháp quan Lucius Manlius Vulso nhằm giải vây cho Mutina và xây dựng thuộc địa.(Chỉ trong một thời gian ngắn sau, Scipio đã phải quay trở lại Placentia sau trận Ticinus và Cremona sau trận Trebbia). Những quân đoàn mới đã được xây dựng để thay thế cho chúng và vì thế đã trì hoãn việc khởi hành của Scipio.

## Sự chuẩn bị của người Carthage
Hannibal đã cho quân đội của ông nghỉ ngơi vào mùa đông sau  Cuộc vây hãm Saguntum. Khi tập hợp lại quân đội vào mùa hè năm 218 TCN, Hannibal để lại 15000 lính và 21 voi chiến để cai quản Iberia dưới quyền Hasdrubal Barca, và gửi 20.000 binh sĩ tới châu Phi, và 4000 để bảo vệ Carthage.   Quân đội hành quân đến Ý từ Cartagena được cho là khoảng 90000 bộ binh, 12000 kị binh và 37 voi chiến. Những con voi được đề cập bởi Appian  nhưng không có thông tin gì được phản ánh bởi Polybius hay Livy, có thể chúng đã được chuyển đến Emporiae bằng đường biển. Carthage huy động ít nhất 55 tàu quinquereme cho cuộc tập kích vào Ý và Sicilia.

### Mở đầu
Hannibal hành quân từ Cartagena vào tháng năm, quân đội của ông được chia thành 3 mũi, vượt qua sông Ebro và chinh phục vùng đất giữa Pyrenee, Ebro và sông Siccle sau hai tháng. Trước khi vượt qua dãy Pyrenee, ông để Hanno ở lại với 11.000 binh sĩ để bảo vệ các khu vực mới chiếm, cùng với tất cả các trang bị nặng và 10000 lính miễn cưỡng tham gia cuộc xâm lược này. Hannibal đã sử dụng ngoại giao để trấn an các bộ lạc Gaul khi vượt quan Pyrenee, và cuộc hành quân của ông đã không gặp trở ngại nào đáng kể cho đến khi người Carthage đặt chân đến lãnh thổ của người Volcae trên bờ sông Rhone vào cuối tháng Chín. Đến lúc đó, đạo quân này đã suy giảm còn 38000 bộ binh và 8000 kị binh. Sau khi đến được bờ tây sông, Hannibal đã quyết định cho quân đội nghỉ ngơi trong ba ngày. Người Carthage tập trung thuyền bè và đóng bè để chuẩn bị qua sông. Mặc dù dân Volcae ở cả hai bên bờ sông, họ đã rút sang bờ đông, tại đó họ hạ trại và chờ đợi cuộc vượt sông của người Carthage.
Hannibal giao cho Hanno, con trai của Bomilcar, phụ trách một lực lượng cơ động tạo thành từ bộ binh và kỵ binh trong đêm thứ 3, và phái họ tới thượng nguồn dưới sự che chở của bóng tối để tìm một nơi vượt qua phù hợp. Được dẫn đường bởi một cư dân địa phương, Hanno tìm được một địa điểm băng qua khoảng 25 dặm về phía bắc của trại quân Carthage gần một "hòn đảo", và vượt qua sông không bị phát hiện với sự trợ giúp của những cái bè được vội vã xây dựng. Một số người Iberia vượt sông bằng cách sử dụng da động vật. Đội quân này sau đó nghỉ ngơi một ngày. Họ di chuyển về phía nam vào đêm hôm sau (đêm thứ hai sau khi rời khỏi quân đội chính) và có mặt phía sau trại Volcae lúc bình minh.

### Trận đánh
Hanno báo hiệu cho Hannibal bằng ánh sáng đèn hiệu và sử dụng khói. Đội quân chủ lực của người Carthage bắt đầu vượt qua con sông rộng 1000 thước. Các con bè chở kị binh Numidia thì qua ở thượng nguồn  Một số binh sĩ có thể đã vượt qua sông bằng cách bơi. Hannibal tự mình là một trong những người đầu tiên vượt qua sông, và phần còn lại của quân đội Carthage tụ hợp lại trên bờ Tây để cổ vũ những chiến hữu của họ trong khi chờ đơi họ vượt qua sông.
Những người Gaul, ngay khi nhìn thấy những chiếc thuyền đang vượt sông, họ liền tập trung lại trên bờ đông của con sông để chống lại quân Carthage. Trận chiến đã sớm nổ ra trên bờ đông và người Carthage đã cố gắng để thiết lập một chỗ đứng. Hanno, vào đúng thời điểm tấn công của mình, đã phái một phần lực lượng của ông ta tới phóng hỏa khu trại Volcae trong khi phần còn lại đạo quân của ông ta tấn công vào phía sau của quân Gaul ngay khi quân của Hannibal thiết lập được một chỗ đứng. Một số người Gaul sau đó quay về bảo vệ trại, trong khi một số ngay lập tức đã bỏ chạy. Ngay sau đó toàn bộ lực lượng địch bị phân tán và đánh tan.

### Kết quả
Phần lớn quân đội Carthage đã vượt qua sông vào ngày diễn ra trận chiến bằng cách sử dụng bè, thuyền và xuồng. Hannibal đã tìm được cách xử trí để những con voi của ông có thể được chở qua sông vào ngày hôm sau bằng những phương tiện khéo léo. Có lẽ những con voi đã được chở qua trên những bè phủ bùn, hoặc chúng đã bơi qua. Một khi đạo quân đã tập trung lại ở bờ phía Đông, nhiều đội quân thám thính đã được phái ra, vì Hannibal đã nhận được tin rằng một hạm đội La Mã đã tiến đến Massilia. Một nhóm kị binh Numidia đã chạm trán với một nhóm kỵ binh La Mã và người Gaul trong khi do thám và họ rút lui sau một cuộc giao tranh đột ngột.
Publius Scipio đã khởi hành từ Pisa và tới được Massilia sau năm ngày đi thuyền dọc theo bờ biển Liguria, và ông cho đạo lên bờ tại đó. Biết được tin báo từ những người dân địa phương về việc Hannibal đã tiến vào đất Gaul, ông liền phái 300 kỵ binh La Mã và một số lính đánh thuê người Gaul tới bờ phía đông của sông Rhone để xác định vị trí của quân đội Carthage. Đội quân sau đó này đã chạm trán và đánh tan tác đám kỵ binh do thám người Numidia của Hannibal, và tiếp đó xác định được vị trí doanh trại của người Carthage.
Sau khi biết được vị trí của Hannibal, Scipio đã cho chuyển hết những trang bị nặng nề lên các con tàu và hành quân về phía bắc với đạo quân của ông nhằm đối đầu với Hannibal. Bất chấp việc áp đảo quân số so với Scipio vào thời điểm này, Hannibal đã quyết định hướng về phía dãy núi An Pơ và bắt đầu hành quân về phía bắc theo bờ phía Đông của sông Rhone. Còn về phần Scipio, sau khi đến được trại bỏ hoang của người Carthage và thấy rằng người Carthage đã rời đi từ ba ngày trước đó, ông liền trở lại Massilia. Ông giao quyền chỉ huy quân đội của mình cho người anh trai của ông,Gnaeus Cornelius Scipio Calvus, và lệnh cho ông ta lên thuyền để tới Iberia. Còn Publius Scipio thì tự mình quay trở lại Ý nhằm tổ chức việc phòng thủ chống lại cuộc xâm lược dự kiến của Hannibal.

### Sự tổn thất của quân đội Hannibal
Hannibal có thể đã huy động 137.000 lính (quân đội của Hannibal: 102.000 quân, Hasdrubal có 15.000 người, quân đội ở châu Phi: 20.000 người)  trước khi tiến hành cuộc hành quân đến Ý. Sau khi kiểm soát được các vùng đất phía bắc của sông Ebro ở Catalonia, Hannibal để lại Hanno với 11.000 binh sĩ, và giải ngũ thêm 10.000 quân. Quân đội của Hannibal có khoảng 59.000 binh sĩ khi ông vượt qua Pyrenee. Có vẻ như 22.000 binh sĩ đã biến mất mà không có bất kỳ thông tin về số phận cụ thể của họ kể từ khi vượt qua Ebro. Ở sông Rhone, Hannibal đã có 46.000 binh sĩ; số khác đã biến mất khoảng 13.000 mặc dù quân đội đã không hề có chiến đấu trong bất cứ trận chiến giữa khu vực từ dãy Pyrenee tới sông Rhone. Khi quân đội Carthage cuối cùng đã đến Ý, nó được cho là còn 26.000 (Polybius 3.56.4). Quân đội Punic đã mất 75% sức mạnh của nó khi bắt đầu trong hành trình đến Ý. Nguyên nhân của việc giảm mạnh do suy đoán như là: đào ngũ quy mô lớn của tân binh, bị thương vong lớn ở Catalonia từ cuộc tấn công trực tiếp vào thành lũy,  đồn trú một bộ phận ở Gaul, điều kiện phải đối mặt với mùa đông khắc nghiệt trên dãy An Pơ, và sự không đáng tin cậy của các con số được đưa ra bởi Polybius.
Hans Delbrück đề xuất một giả thuyết: Hannibal đã huy động tổng cộng 82.000 quân, chứ không phải 137.000. Sau khi để lại 26.000 tại Iberia (với Hasdrubal Barca và Hanno), và giải ngũ 10.000 quân trước khi băng qua dãy núi Pyrenees, ông đến ở Italia với ít nhất 34.000 binh sĩ. Sự cân bằng đã bị mất trong những trận chiến hay các yếu tố ở dãy An pơ. Các cơ sở của lý thuyết này là:
- Hannibal đã không nhận được lính Iberia / quân đội châu Phi như là quân tiếp viện trước năm 215 TCN, khi Bomilcar dẫn 4.000  Numidians đổ bộ tại Lorci.
- Trong trận chiến Trebia, có đề cập đến 8.000 lính ném đã và bộ binh nhẹ khác không  phải người Celt / nguồn gốc xuất xứ Gaule hoặc Ý.

Cho rằng Hannibal đã có ít nhất 6.000 kỵ binh, 20.000 bộ binh nặng và 8000 bộ binh nhẹ trước khi người Gaul gia nhập quân đội của ông, tổng cộng 34.000 quân khi ông đến Ý. Điều này có nghĩa rằng quân đội Carthage vẫn còn bị mất 25% sức mạnh của nó bắt đầu vào tháng ba khi đến Ý.